# Adoncholaimus derjugini
Adoncholaimus derjugini is een rondwormensoort uit de familie van de Oncholaimidae. De wetenschappelijke naam van de soort is voor het eerst geldig gepubliceerd in 1912 door Ssaweljev.